# ФК Будућност Конарево
ФК Будућност Конарево, је фудбалски клуб из Конарева, Краљево, Србија. Тренутно се такмичи у Рашкој окружној лиги, петом такмичарском нивоу српског фудбала. Клуб је основан 1947. године, и боје клуба су плаво-беле.

## Историја
Кад путник намерник, уз чашицу мученице домаће, тему започне о фудбалу у некој од механа конаревачких, тешко да може да се деси да не добије достојног и знањем поткованог саговорника, који ће му уз пиће или два да докаже да нема лиге и играча на кугли земаљској за кога дотични није чуо. 
На крају беседе, прича се догега до отужног фудбала српског, где староседелац неизбежно и локални клуб „Будућност“ помене, а врло могуће се деси да је и он коју утакмицу одиграо.
У пар реченица новајлија сазна историју, ближу и даљу, говорник са именима поигра, и открије како се некад у овом селу фудбал доживљавао, у време када се безбрижније и са мање проблема живело.
А у Конареву се око најважније споредне ствари на свету годинама окупља омладина, онај мушки део, са лоптом време проводи и о спорту дискутовала. Један од најзаслужнијих у стварању знаних и мање знаних фудбалских легенди бејаше наставник физичког васпитања у Конареву, Влајо Вукајловић. Школски програм његов у огромним количинама испуњаваше фузбал, како га он називао. Називао и волео.
После, све током својим иђаше. Дечаци после школе кућама свраћали само да торбе баце и који залогај узму. Они старији, којима преокупација главна беше рад у фабрици или на пољу, не могадоше да разумеју да разумеју то младалачко губљење времена. Па ипак, кад дође викенд и недељно поподне, многи разоноду налазили крај зеленог терена конаревачког, где локални јунаци битке фудбалске војевали.
До фудбалског терена вијугави пут водио који пролазише поред тада познате конаревачке кафане, поред „Путника“,  па преко пруге. Иде се најпре кроз сокаке, а онда џадом до узвишења, игралишта где се налази. На западној страни, иза гола – дрворед, можда више врзина, иза које некад свињогојство било које многе недоумице стварало о богатству клуба. Свињогојство немало никакве везе са „фузбалом“, сем што се у дане топле ширио непријатан мирис који противнике опијао.
Буњиште Конарева важило за незгодније за гостујуће екипе. Тек да се зна. И ту песма важила „Конарево, оштар гребен...“ Ал, далеко од тога да је било једино такво у краљевачком срезу. Откако сад већ предавне 1909. године неки капетан Делић донесе прву лопту фудбалску, узавреше терени краљевачки. А утакмица кад почињала у Конареву, чак и судији колена клецала. Дуж дрвореда поменутог навијачи окупљени, богами и гласни, а гостујућем голману на два метра испред лако не буде. И минути му као вечност. Неретко се бежало преко ограде која терен и навијаче делила: некад играчи гостујући, а некад и судије. Страст игре у главе ударила а закон и правда одсутни били. Додуше, беше то давно прошло време, али да се не заборави.
А дугогодишњи председник Будућности, Јарослав Булатовић звани Јеро, „благо мени“, крај ограде са томпусом стајао, углађен, увек у оделу био и утисак одавао, брчићима и стомаком. И био поштован. Знао за ред. Пулени конаревачки све од себе на терену давали, често и губили, али много чешће славили. И имена стварали. Оне прве генерације по оснивању, које бејаше 1947. године, многи и заборавили, а ове касније још се памте. Тако, многи страх и трепет били за екипе противничке. Надимци се памтили: Таракан, Милдер, Баћо, Мићо, Трто, Луне, Мики Мачак, Верко, Вито, Туро.. Кад год је екипа од локалних момака састављана, резултати били завидни.
Како сезона одмицала, тако се и вечити дерби овога краја ближио, утакмица са Ибром из Матарушке Бање. Стари ривалитет и нове генерације. Јуче и сутра заједно пиће пили, а на дан утакмице се не познавали. На дан дербија прштало на све стране, а и публика више но обично било. Од Веригове Баре, Пантовића, Трафо Станице и Јагњила, до Бање и Матаруга... Свима дерби био. Побеђивали и једни и други, а ривалство остајало. А после утакмице срећа и туга на бедему у Матарушкој Бањи препричавани, где главни корзо био и млађим играчима цене код девојака расле. Било неко безазленије и срећније време.
Тако, прича о некадашњем Конареву фудбалском – то је прича о животу, о малим и великим људима, који са фудбалом и због фудбала живели. Велика већина некадашњих локалних шампиона и хероја у фудбалу остали, додуше као гледаоци, а они најупорнији до највишег ранга и печалбе стизали. Неки од њих и у репрезентацији заиграли. Неки још играју. Част фудбалског Конарева да одбране. О њима, о клубским успесима, неком другом приликом.

## Галерија
- Наслов1
- Наслов2
- Наслов3
- Наслов4
- Наслов5
- Наслов6